# Бижан, Иван Васильевич
Ива́н Васи́льевич Би́жан (укр. Іван Васильович Біжан; род. 25 ноября 1941, село Яланец, Винницкая область) — советский военный, украинский политический деятель, генерал-полковник запаса. С 4 по 8 октября 1993 года — исполняющий обязанности министра обороны Украины.

## Биография
Окончил Военные академии бронетанковых войск и Генштаба СССР.

Был начальником Свердловского гарнизона. Впоследствии был назначен заместителем начальника ГОМУ — Главного организационно-мобилизационного управления Генерального штаба ВС СССР.
С 24 декабря 1991 до 27 мая 1992 Иван Бижан работал заместителем Министра обороны Украины.
С 27 мая 1992 до 24 марта 1993 Иван Бижан был первым заместителем Министра обороны Украины.
С 24 марта 1993 до 14 марта 1996 Иван Бижан снова занимал должность заместителя Министра обороны Украины. С 4 до 8 октября 1993 он параллельно исполнял обязанности Министра обороны Украины.
С 14 марта 1996 до 8 февраля 2002 Иван Бижан вторично занимал пост первого заместителя Министра обороны Украины.
5 марта 2002 Иван Бижан был уволен из военной службы в запас по возрасту.
Бижан руководил Киевским гарнизоном и командовал военными парадами, которые происходили на Крещатике с 1994 (первый военный парад в честь 50-летия освобождения Украины
от немецко-фашистских захватчиков) по 2001 годы.
С 20 марта 2002 до 6 августа 2003 Иван Бижан был первым заместителем Государственного секретаря Министерства обороны Украины.

## Награды
- орден Богдана Хмельницкого (Украина) III степени (1996)[12].

## Факты
- По словам Игоря Касатонова, бывшего в 1991—1992 годах Командующим Черноморским флотом: в 1991 году «всю огромную военную группировку на Украине … мощный костяк Вооружённых сил … разрушил один генерал-лейтенант Иван Бижан»[13].
- 6 февраля 1992 года в интервью корреспонденту Укринформ заявил: «Позиция Украины по Черноморскому флоту понятна и ясна. Мы считаем, что из состава флота в стратегические силы [СНГ] необходимо выделить только ту его часть, которая решает соответствующие задачи. Всё остальное должно перейти к военно-морским силам Украины»[14].